# Urangela pygmaea
Urangela pygmaea är en fjärilsart som beskrevs av August Busck 1912. Urangela pygmaea ingår i släktet Urangela och familjen fransmalar. Inga underarter finns listade i Catalogue of Life.